# Rasmus Lindboe
Rasmus Lindboe (født 1973) er en dansk journalist og kommunikationschef samt ejer af Havana Kunsthandel. Han har været nyhedsjournalist på flere landsdækkende danske medier.
Rasmus Lindboe blev uddannet fra Danmarks Journalisthøjskole i 1999 med praktik på Aktuelt.
Han arbejdede efterfølgende ved Berlingske Tidende, men kom i 2000 til Mellemfolkeligt Samvirke som informationsrådgiver i Tanzania. I Tanzania arbejdede han desuden for det nationale menneskerettighedscenter, The Legal and Human Rights Centre, i Dar es-Salaam. Hjemvendt til Danmark blev han i 2002 politisk reporter ved Information. Fra 2005 til 2006 var han journalist ved TV 2, og fra 2006-2007 pressechef for Det Radikale Venstre og rådgiver for Marianne Jelved. Fra 2007-2012 var han pressechef i Advokatsamfundet.. Fra 2012-2013 var han chef for kommunikation og markedsføring på Niels Brock. Fra 2013-2018 kommunikationschef i Gribskov Kommune, derefter bl.a. konsulent i Dansk Institut for Partier og Demokrati og pressechef i Alternativet.
I 2013 grundlagde han virksomheden Havana Kunsthandel, et specialgalleri for cubansk kunst. Galleriet importerer cubansk kunst, arrangerer udstillinger og events om Cuba og er i dag beliggende på Istedgade 67 i København.
Rasmus Lindboe gik på Frederiksberg Skole i Sorø og blev efterfølgende student fra Lyngby/Gladsaxe Gymnasium. Han har i 1993 studeret på Augsburg College i Minneapolis, USA, hvor han på baggrund af sine akademiske resultater opnåede at blive tildelt en plads på The Dean's List of Excellence. Hjemvendt fra college læste han litteraturvidenskab på Odense Universitet, før han begyndte på Danmarks Journalisthøjskole i Aarhus. Han afsluttede med hovedopgave om den russiske mafia i Sankt Petersburg. Hovedopgaven blev bragt i dagbladet Aktuelt samt flere øvrige nordiske aviser. Hovedopgaven blev bedømt af journalist Steffen Gram til karakteren 10 på den gamle karakterskala.
Siden 2007 har han undervist EU-Kommissionens udsendte hold af eksperter i krise- og katastroferamte områder i kommunikation og mediehåndtering. 
Lindboe har været anvendt som politisk kommentator i aviser, radio og tv. Han har rapporteret fra borgerkrigen i det tidligere Jugoslavien for Berlingske Tidende, fra flygtningelejre i Afrika og fra borgerkrigen i Algeriet for dagbladet Aktuelt.
Siden 2006 har Rasmus Lindboe uddannet sig som leder på PwC Academy inden for strategisk kommunikation, CSR, mv. 
Rasmus Lindboe var forfatter til en artikel i Dagbladet Information i 2003,
hovedsageligt baseret på påstande fra René Karpantschof, om at Henrik Gade Jensen havde tilknytning til nazistiske kredse. Artiklen blev citeret flere gange af TV 2 og førte til, at Henrik Gade Jensen mistede sit job som rådgiver for daværende kirkeminister Tove Fergo. Der blev indgået forlig i sagen, og i den anledning bragte Information en beklagelse og betalte 60.000 kroner i erstatning.
TV 2 betalte et ukendt beløb og beklagede også sin dækning. Forløbet om Lindboes artikel og de konsekvenser, den fik, blev den 29. oktober 2012 gengivet i DR's tv-program "Hængt Ud På Forsiden".